# Luvua
Der Luvua, auch Luowa oder Lowa, ist ein 373 km langer rechter Nebenfluss des Lualaba (Oberlauf des Kongo) im Südosten der Demokratischen Republik Kongo.

## Verlauf
Der Luvua bildet den Abfluss des Mwerusees, der unter anderem vom Luapula gespeist wird. Der Luvua verlässt den Mwerusee bei Pweto, an dessen Nordwestufer. Er fließt in überwiegend nordwestliche Richtung, um später gegenüber der Stadt Ankoro in den Lualaba zu münden.
Der nur als Nebenfluss des Kongo betrachtete Luvua ist in Verbindung mit seinem Quellfluss Luapula, der unter anderem vom Chambeshi gespeist wird, bis zu dieser Stelle deutlich länger als der Lualaba, welcher jedoch als der tatsächliche Quellfluss des Kongo gilt.